# Туймазинський завод технічного вуглецю
Туймазинський завод технічного вуглецю – підприємство хімічної промисловості Росії.
Завод почав роботу в 1958-му та мав потужність на рівні 7,5 тисяч тон сажі на рік. З плином часу вводились нові технологічні лінії, так що номінальна потужність досягнула 64 тисяч тон. Що стосується фактичної виробітки, то максимальний показник на рівні 64,2 тисячі тон був досягнутий в 1991 році.
На тлі краху планової економіки завод потрапив у серйозну кризу та в 1996-му випустив менш ніж 9 тисяч тон сажі. Втім, в подальшому вдалось змінити тенденцію і вже у 2003-му цей показник досягнув 22 тисяч тон.
З першої половини 1960-х сировиною для виробництва сажі могла бути суміш газів та рідких вуглеводнів, яку отримували з Новоуфімського нафтопереробного заводу. На початку 2000-х список сировини розширили за рахунок мазуту та сировини коксохімічного походження (антраценове масло, пековий дистилят, масло коксохімічне, кам'яновугільна смола). Також завод закуповує  газойль каталітичного крекінгу і піролізну смолу (побічний продукт роботи установок парового-крекінгу, що продукують олефіни).